# Кубасов, Александр Владимирович
Александр Владимирович Кубасов (16 августа 1959 — 27 октября 2021) — российский государственный деятель, экс-сотрудник советских и российских органов государственной безопасности, генерал-лейтенант.

## Биография
Александр Владимирович Кубасов родился 16 августа 1959 года в городе Архангельске. После окончания средней школы поступил в Рязанское высшее воздушно-десантное училище. После его окончания служил на командных должностях в частях воздушно-десантных войск Советского Союза. Участвовал в Афганской войне.
С 1985 года — на службе в органах Комитета государственной безопасности при Совете Министров СССР. Служил в различных подразделениях военной контрразведки.
После распада СССР продолжал службу в системе Министерства безопасности — Федеральной службы безопасности Российской Федерации.
В 2004 году Кубасов был назначен начальником Управления Федеральной службы безопасности Российской Федерации по Ульяновской области.
В 2010—2013 годах возглавлял Управление Федеральной службы безопасности Российской Федерации по Чеченской Республике, а в 2013—2018 годах — Управление Федеральной службы безопасности Российской Федерации по Ярославской области.
В июне 2018 года в звании генерал-лейтенанта Кубасов вышел в отставку.
Скоропостижно скончался от вирусной пневмонии в гостинице в деревне Вырубово Одинцовского района Московской области.

## Награды
Был награждён орденами «За заслуги перед Отечеством» 4-й степени с мечами, Мужества, «За службу Родине в Вооружённых Силах СССР» 3-й степени, медалью «За отвагу» и рядом других государственных и ведомственных наград.